# ایزاک زلنسکی
ایزاک زلنسکی (روسی: Исаа́к Абра́мович Зеле́нский؛ ۲۲ ژوئن ۱۸۹۰ – ۱۵ مارس ۱۹۳۸) سیاست‌مدار اهل اتحاد جماهیر شوروی بود. وی از ۱۱ ژوئن ۱۹۲۹ تا دسامبر ۱۹۲۹ دبیر اول حزب کمونیست ازبکستان بود.
ایزاک زلنسکی در ۱۵ مارس ۱۹۳۸، در پاکسازی بزرگ دوران ژوزف استالین اعدام‌ شد.